# Sandaldo
Sandaldo är en ö i Sydkorea. Den ligger utanför ön Geojedo i provinsen Södra Gyeongsang, i den södra delen av landet, 300 km sydost om huvudstaden Seoul. Arean är 2,8 kvadratkilometer och den har 214 invånare.. Administrativt tillhör den Geoje-myeon, en socken i stadskommunen Geoje. Den har broförbindelse med Geojedo.